# Parafia św. Józefa Robotnika w Kotowej Woli
Parafia św. Józefa Robotnika w Kotowej Woli - parafia rzymskokatolicka znajdująca się w diecezji sandomierskiej w dekanacie Gorzyce.
Obszar parafii obejmuje tylko miejscowość Kotowa Wola.

## Proboszczowie
- ks. Sylwester Utnik (2025– )[1]